# Municipio El Porvenir
Koordinaten: 15° 27′ 0″ N, 92° 16′ 0″ W
El Porvenir ist ein Municipio im Süden des mexikanischen Bundesstaats Chiapas. Das Municipio hat etwa 13.000 Einwohner und eine Fläche von 83 km². Verwaltungssitz und größter Ort des Municipios ist El Porvenir de Velasco Suárez.

## Geographie
Das Municipio El Porvenir liegt im Süden des mexikanischen Bundesstaats Chiapas auf Höhen zwischen 1200 m und 3100 m. Es zählt zur Gänze zur physiographischen Provinz der Cordillera Centroamericana und liegt gänzlich in der hydrologischen Region Grijalva-Usumacinta. Die Geologie des Municipios wird zu 90 % von schluffigem Sandstein bestimmt; vorherrschende Bodentypen sind der Regosol (65 %) und Acrisol (33 %). Etwa 41 % der Gemeindefläche sind bewaldet, 40 % dienen dem Ackerbau, 18 % werden von Weideland eingenommen.
Das Municipio El Porvenir grenzt an die Municipios Mazapa de Madero, Bejucal de Ocampo, La Grandeza, Siltepec und Motozintla.

## Bevölkerung
Beim Zensus 2010 wurden im Municipio 13.201 Menschen in 2.181 Wohneinheiten gezählt. Davon wurden 804 Personen als Sprecher einer indigenen Sprache registriert, darunter 792 Sprecher des Mam. Gut 13 Prozent der Bevölkerung waren Analphabeten. 3.600 Einwohner wurden als Erwerbspersonen registriert, wovon 93 % Männer bzw. 0,3 % arbeitslos waren. Über 38 % der Bevölkerung lebten in extremer Armut.

## Orte
Das Municipio El Porvenir umfasst 56 bewohnte localidades, von denen nur der Hauptort vom INEGI als urban klassifiziert ist. Zwei Orte wiesen beim Zensus 2020 eine Einwohnerzahl von über 500 auf, zehn Jahre zuvor waren es noch sieben. 18 Orte hatten weniger als 100 Einwohner, zehn Jahre zuvor waren es noch 14. Die größten Orte sind:
| Ort                            | 2010 | 2020 |
| El Porvenir de Velasco Suárez0 | 1436 | 1775 |
| Nueva Esperanza Uno            |      | 0501 |
| Las Pilas                      |      | 0498 |
| Las Salvias                    |      | 0474 |
| El Cambil                      | 0706 | 0419 |
| Canadá                         | 0641 | 0438 |